# Musée national des Bermudes
Le musée national des Bermudes, auparavant le musée maritime des Bermudes depuis son ouverture en 1974 jusqu'en 2009, est un musée situé à Hamilton, dans les Bermudes. Il explore l'histoire maritime et insulaire des Bermudes. Situé dans l'enceinte de la forteresse de l'ancien chantier naval royal des Bermudes dans la paroisse de Sandys à l'extrémité ouest de l'île de Grande Bermude, le muée propose un certain nombre de livres sur l'histoire des Bermudes.

## Historique
Après l'indépendance des colonies anglaises d'Amérique du Nord, les Bermudes devinrent une base navale britannique majeure pour contrôler les voies de communication en direction de l'Amérique du Nord. La construction des chantiers navals commença en 1809 et se poursuivit pendant un siècle. Les bâtiments furent construits avec du calcaire local. Le travail fut effectué initialement par des esclaves, puis par des condamnés, des prisonniers et des ouvriers venus des Antilles. Les chantiers navals ont fermé à la fin des années 1950 et les bâtiments ont commencé à se délabrer. En 1974, le musée maritime des Bermudes s'empara du site et la restauration commença.
Le musée changea de nom en 2009 pour refléter son orientation nationale plus large, qui fut officialisé en 2013 après une modification de la loi sur le musée,,.

## Bâtiments
Le bâtiment principal des chantiers navals, faisant 40 000 m2, constituait sa citadelle et son arsenal et le protégeait des attaques potentielles terrestres ou maritimes. Les défenses comprennent les bastions « A » à « G », les remparts et les casemates, équipés de nombreuses armes, dont des caronades de 24 et 32 livres, des canonnières à obus de 6 pouces et des pistolets contenant des balles de 200 mm. La cour de triage est entourée sur trois côtés par des bâtiments, le quatrième côté étant l'emplacement d'une statue de Neptune. La Shifting House de 1837 abritait autrefois les mousquets et la poudre à canon. Parmi les installations de stockage se trouvent le bâtiment 1850 Ordnance Building qui stockait 4 860 barils de poudre à canon sur un sol en bitume, la maison Ordnance 1852 et la maison Ordnance 1853/1890. La maison du commissaire occupe une position dominante au centre du complexe. Conçu par Edward Holl, il a été construit en cinq ans dans les années 1820 et fut la première résidence au monde utilisant de la fonte préfabriquée,. Il s'est effondré après le départ des Britanniques, mais après la prise de contrôle du musée en 1974, il fut restauré sur une période de 25 ans.

## Expositions
La maison du commissaire est utilisée pour un certain nombre d'expositions. Le sous-sol montre Bermuda's Defence Heritage, une exposition sur les défenses et les fortifications des Bermudes et le rôle des forces locales au cours de la Première et de la Seconde Guerre mondiale. Une autre salle propose une peinture murale de deux étages sur l’histoire des Bermudes réalisée par l’artiste bermudien Graham Foster. Le rez-de-chaussée présente un certain nombre de thèmes liés à l'histoire des Bermudes, notamment l'esclavage, l'immigration et le tourisme. Une salle est consacrée à l'histoire de la Bermuda Race. L'étage supérieur contient des collections de cartes, de livres, de pièces de monnaie, d'art maritime et d'expositions concernant les activités de la Royal Navy et des forces américaines, en particulier pendant la Seconde Guerre mondiale. D'autres bâtiments présentent des épaves, des embarcations ou sont en cours de rénovation (2009).
Il y a également une présentation d'objets concernant des prisonniers de la guerre des Boers et des deux guerres mondiales.
Un petit bâtiment, le Dainty/1906 RA, montre le yacht Dainty, autrefois participant de la Bermuda Race, qui a été construit il y a plus d'un siècle et restauré au moins trois fois.
Le bassin de retenue, autrefois utilisé pour transporter des munitions des navires vers la forteresse, abrite désormais la Dolphin Quest, un lieu où les visiteurs peuvent échanger avec les dauphins.